# 琴島通
琴島通（きんとうつう、チンタオトン）カード（中国語: 琴岛通卡、英語: Qindaotong Card）は、中国青島市の公共交通機関などにおいて利用できるICカードである。1996年5月13日に導入した。

## 利用方法
路線バス、地下鉄、タクシー、フェリーにおいて利用可能である。バスや地下鉄を利用した際には、割引運賃が適用される。
2011年12月27日より、日照市の公共交通ICカードであるシティカード（城市卡）とシステム統合され、日照市でも利用できるようになった。また、2014年6月20日より濰坊市、2014年11月12日より煙台市の路線バスでも利用できるようになった。

## 琴島通カードの形式
琴島通カードには下記の5つの形式がある。
- 琴島通一般カード（標準カード・記念カード・ストラップ型カード・オーダーメイドカード）：無記名式
- 琴島通福祉乗車券（中小学生用半額カード・高齢者用半額カード・高齢者用無料カード・障害者用無料カード等）：記名式
- 琴島通ETCカード
- 琴島通電子マネーカード
- 琴島通付キャッシュカード